# Cuero (Teksas)
Cuero je grad u američkoj saveznoj državi Teksas. Prema popisu stanovništva iz 2010. u njemu je živjelo 6.841 stanovnika.